# Middlebourne
Middlebourne is een plaats (town) in de Amerikaanse staat West Virginia, en valt bestuurlijk gezien onder Tyler County.

## Demografie
Bij de volkstelling in 2000 werd het aantal inwoners vastgesteld op 870.
In 2006 is het aantal inwoners door het United States Census Bureau geschat op 847, een daling van 23 (-2,6%).

## Geografie
Volgens het United States Census Bureau beslaat de plaats een oppervlakte van
1,0 km², geheel bestaande uit land. Middlebourne ligt op ongeveer 226 m boven zeeniveau.

## Plaatsen in de nabije omgeving
De onderstaande figuur toont nabijgelegen plaatsen in een straal van 20 km rond Middlebourne.